# Jan IV. Brabantský

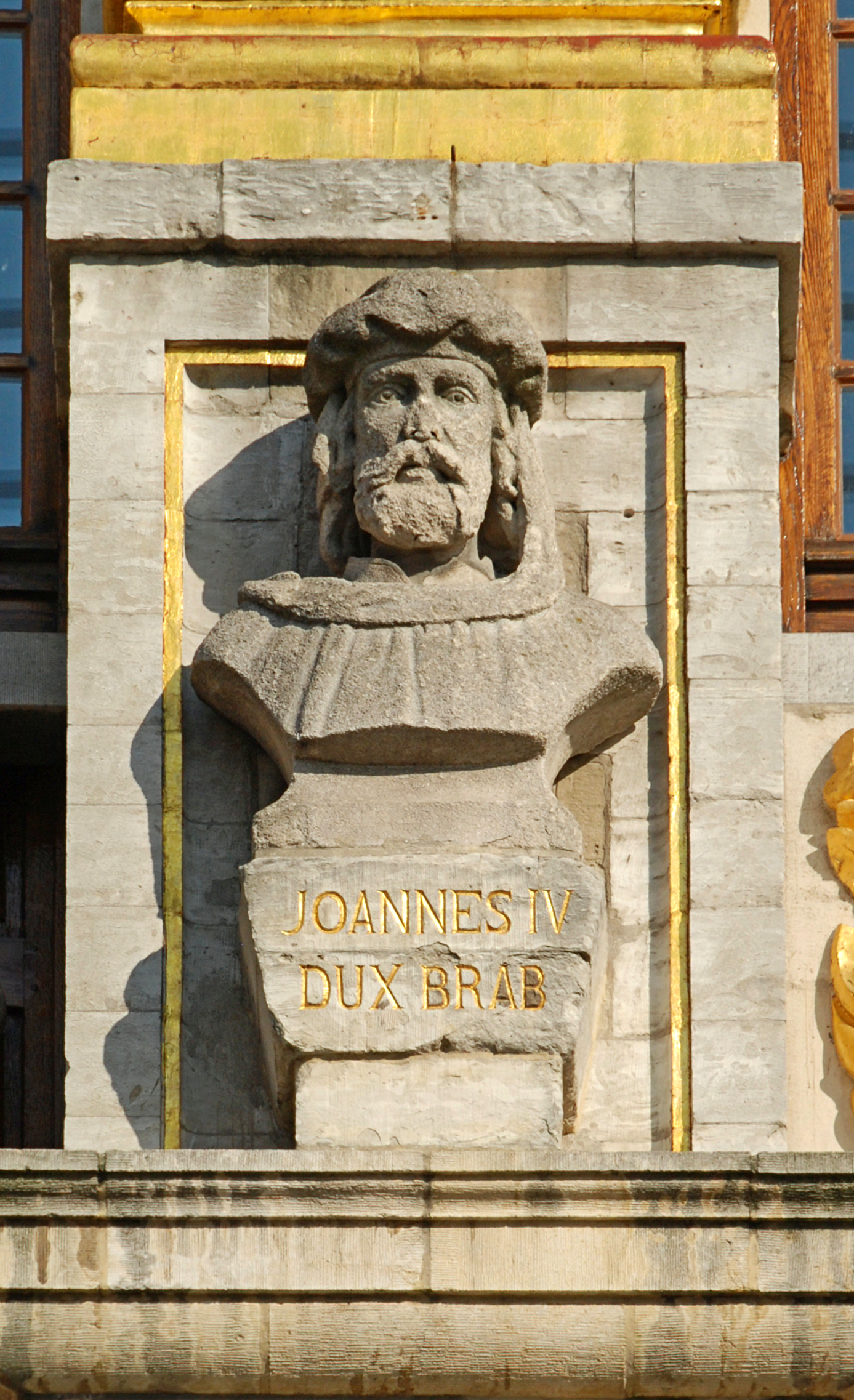
Socha Jana IV. na Domě brabantských vévodů v Bruselu

Vévoda Jan IV. Brabantský (11. června 1403, Arras – 17. dubna 1427, Brusel) byl syn brabantského, lotrinského a limburského vévody Antonína Brabantského a jeho první manželky Johany ze Saint-Pol. Byl druhým brabantským vládcem z rodu Valois. Proslavil se především založením univerzity v Lovani v roce 1425.

## Brabantský vévoda
Jan se narodil v Arrasu a brabantským vévodou se stal v roce 1415, po smrti svého otce v bitvě u Azincourtu. Jeho nástupnictví však nebylo hned všemi přijato. Císař Svaté říše římské Zikmund napadl jeho nástupnictví, protože si přál omezit vliv rodu Valois, tedy burgundského vévody, Janova strýce, v regionu. Burgundský vévoda Jan Nebojácný přirozeně podporoval svého synovce, stejně jako Brabantské státy. Jejich společná podpora zabránila druhé nástupnické válce ve vévodství. Kromě toho, díky podpoře Jana jako nového vévody, Brabantské státy získaly vládu nad vévodstvím až do dosažení plnoletosti stále nezletilého vévody.

## Manželství
V roce 1418 se oženil s hraběnkou Jakobeou Henegavskou. Její příznivci doufali, že sňatek zajistí ochranu (v osobě Jana IV. Brabantského) jejího dědictví proti nárokům jejího strýce Jana III. Jejich sňatkem byly Holandské, Zeelandské a Henegavské hrabství a Brabantské a Limburské vévodství spojeny v personální unii.
Manželství však nezajistilo stabilitu, kterou Jakobea a její příznivci hledali, což nakonec vedlo k odcizení páru v roce 1420. Jedním z důvodů byla jeho neschopnost chránit její práva v Holandsku a v Zeelandu. Jeho pokusy v prvním roce jejich manželství, jako bylo katastrofální obléhání Dordrechtu v létě 1418, byly proti síle Jakobeina strýce Jana III. nedostatečné. Dalším důvodem, proč jejich manželství a Janovy pokusy bránit Jakobeina práva v Holandsku a v Zeelandu nebyly úspěšné, bylo to, že Janovi nejbližší poradci byli všichni součástí frakce Tresky, zatímco Jakobeini příznivci byli ve sporech Háků a Tresek z frakce Háků. To znamenalo nevyhnutelný politický boj. Pod vlivem svých poradců jmenoval Jan v roce 1420 Jakobeina strýce Jana III. regentem (nizozemsky: ruwaard) Holandska. Tato otevřená podpora jejího strýce způsobila, že Jakobea utekla před manželovým dvorem a prohlásila jejich manželství za neplatné.
Po smrti Jana III. v roce 1425 připadlo Holandské hrabství opět Janu IV. Okamžitě však jmenoval svého bratrance, burgundského vévodu Filipa Dobrého, novým regentem a také svým dědicem pro případ, že by zemřel bez potomků.

## Napětí v Brabantském vévodství

Erb brabantských vévodů z rodu Burgundských

To, že Janovi poradci byli z frakce Tresky, nezpůsobilo pouze třenice v jeho manželství s Jakobeou, ale také vyvolalo napětí v Brabantském vévodství. Mezi městy a aristokracií, která byla za vlády jeho otce mocná, panovala velká nespokojenost. Když Jakobea v roce 1420 opustila svého manžela, Brabantské státy se postavily na její stranu. Brabantským regentem jmenovali Janova bratra Filipa ze Saint-Pol.
Rázné reakci vévody zabránilo povstání bruselských cechů. To znamenalo, že se Jan musel prozatím podřídit jejich přáním. V roce 1421 byla uzavřena smlouva o usmíření a Janovi byla obnovena plná vévodská moc. Na oplátku rozšířil v roce 1422 městská privilegia a pravomoci Brabantských států, což je opatření nazvané Nieuw Regiment. Tímto usmířením podpořily Brabantské státy svého vévodu v jeho boji proti Jakobei a jejímu novému manželovi Humphreymu, vévodovi z Gloucesteru. Nikdy nepřijal zrušení jejich manželství a v roce 1428 byl posmrtně podpořen papežem.
Zemřel v Bruselu v roce 1427, ve věku 23 let, bez potomků. To znamenalo, že jeho nároky na Holandsko, Zeeland a Henegavsko jako manžela Jakobei byly převedeny na Filipa Dobrého. Jeho vévodství Brabantsko a Limbursko zdědil jeho mladší bratr Filip ze Saint-Pol.

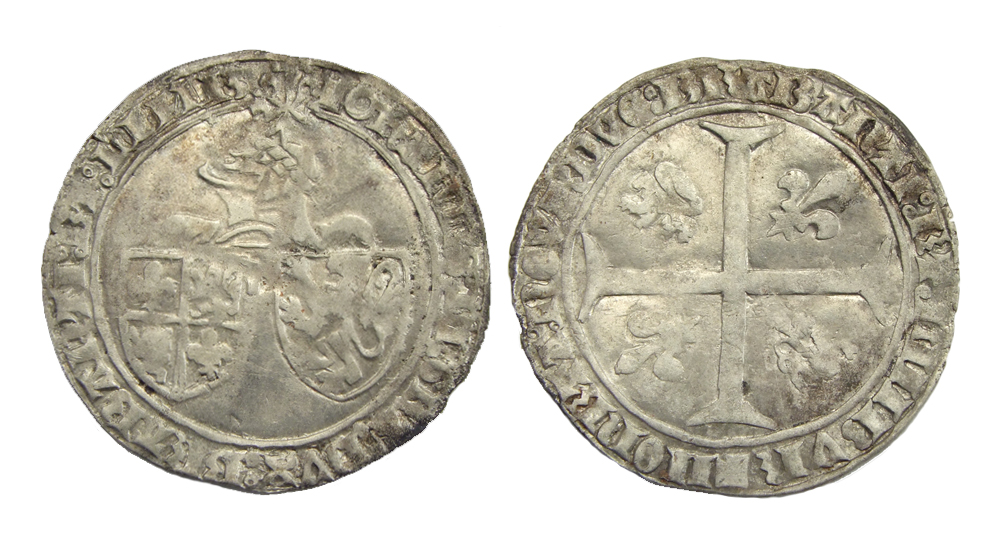
Dvojitý haléř, vyražený Maastrichtu za vlády brabantského a limburského vévody Jana IV. (1415–1427)

## Dědictví
Často bývá označován za slabého prince, kterého snadno ovlivňovali chytřejší a politicky zdatnější muži, jako Filip Dobrý a Jan III. Jeho věk a nezkušenost by v této charakterizaci hrály hlavní roli.

## Vývod z předků
|                    |                                        |  |                            |                                     |  |  |  |  |  |  |  | Filip VI. Francouzský |
|                    |                                        |  |                            |                                     |  |  |  |  |  |  |  |                       |
|                    | Jan II. Francouzský                    |  |                            |                                     |  |  |  |  |  |  |  |                       |
|                    |                                        |  |                            |                                     |  |  |  |  |  |  |  |                       |
|                    |                                        |  |                            | Jana Burgundská                     |  |  |  |  |  |  |  |                       |
|                    |                                        |  |                            |                                     |  |  |  |  |  |  |  |                       |
|                    | Filip II. Burgundský                   |  |                            |                                     |  |  |  |  |  |  |  |                       |
|                    |                                        |  |                            |                                     |  |  |  |  |  |  |  |                       |
|                    |                                        |  |                            | Jan Lucemburský                     |  |  |  |  |  |  |  |                       |
|                    |                                        |  |                            |                                     |  |  |  |  |  |  |  |                       |
|                    | Jitka Lucemburská                      |  |                            |                                     |  |  |  |  |  |  |  |                       |
|                    |                                        |  |                            |                                     |  |  |  |  |  |  |  |                       |
|                    |                                        |  |                            | Eliška Přemyslovna                  |  |  |  |  |  |  |  |                       |
|                    |                                        |  |                            |                                     |  |  |  |  |  |  |  |                       |
|                    | Antonín Brabantský                     |  |                            |                                     |  |  |  |  |  |  |  |                       |
|                    |                                        |  |                            |                                     |  |  |  |  |  |  |  |                       |
|                    |                                        |  |                            | Ludvík I. Flanderský                |  |  |  |  |  |  |  |                       |
|                    |                                        |  |                            |                                     |  |  |  |  |  |  |  |                       |
|                    | Ludvík II. Flanderský                  |  |                            |                                     |  |  |  |  |  |  |  |                       |
|                    |                                        |  |                            |                                     |  |  |  |  |  |  |  |                       |
|                    |                                        |  |                            | Markéta Burgundská                  |  |  |  |  |  |  |  |                       |
|                    |                                        |  |                            |                                     |  |  |  |  |  |  |  |                       |
|                    | Markéta III. Flanderská                |  |                            |                                     |  |  |  |  |  |  |  |                       |
|                    |                                        |  |                            |                                     |  |  |  |  |  |  |  |                       |
|                    |                                        |  |                            | Jan III. Brabantský                 |  |  |  |  |  |  |  |                       |
|                    |                                        |  |                            |                                     |  |  |  |  |  |  |  |                       |
|                    | Markéta Brabantská                     |  |                            |                                     |  |  |  |  |  |  |  |                       |
|                    |                                        |  |                            |                                     |  |  |  |  |  |  |  |                       |
|                    |                                        |  |                            | Marie z Évreux                      |  |  |  |  |  |  |  |                       |
|                    |                                        |  |                            |                                     |  |  |  |  |  |  |  |                       |
| Jan IV. Brabantský |                                        |  |                            |                                     |  |  |  |  |  |  |  |                       |
|                    |                                        |  |                            |                                     |  |  |  |  |  |  |  |                       |
|                    |                                        |  | Jan I. Lucemburský z Ligny |                                     |  |  |  |  |  |  |  |                       |
|                    |                                        |  |                            |                                     |  |  |  |  |  |  |  |                       |
|                    | Vít I. Lucemburský z Ligny             |  |                            |                                     |  |  |  |  |  |  |  |                       |
|                    |                                        |  |                            |                                     |  |  |  |  |  |  |  |                       |
|                    |                                        |  |                            | Alix de Dampierre                   |  |  |  |  |  |  |  |                       |
|                    |                                        |  |                            |                                     |  |  |  |  |  |  |  |                       |
|                    | Walram III. Lucemburský, hrabě z Ligny |  |                            |                                     |  |  |  |  |  |  |  |                       |
|                    |                                        |  |                            |                                     |  |  |  |  |  |  |  |                       |
|                    |                                        |  |                            | Jan ze Châtillonu                   |  |  |  |  |  |  |  |                       |
|                    |                                        |  |                            |                                     |  |  |  |  |  |  |  |                       |
|                    | Mahulena z Châtillonu                  |  |                            |                                     |  |  |  |  |  |  |  |                       |
|                    |                                        |  |                            |                                     |  |  |  |  |  |  |  |                       |
|                    |                                        |  |                            | Jeanne de Fiennes                   |  |  |  |  |  |  |  |                       |
|                    |                                        |  |                            |                                     |  |  |  |  |  |  |  |                       |
|                    | Johana ze Saint-Pol                    |  |                            |                                     |  |  |  |  |  |  |  |                       |
|                    |                                        |  |                            |                                     |  |  |  |  |  |  |  |                       |
|                    |                                        |  |                            | Robert de Holland, 1st Baron Holand |  |  |  |  |  |  |  |                       |
|                    |                                        |  |                            |                                     |  |  |  |  |  |  |  |                       |
|                    | Tomáš Holland, 1. hrabě z Kentu        |  |                            |                                     |  |  |  |  |  |  |  |                       |
|                    |                                        |  |                            |                                     |  |  |  |  |  |  |  |                       |
|                    |                                        |  |                            | Maude la Zouche                     |  |  |  |  |  |  |  |                       |
|                    |                                        |  |                            |                                     |  |  |  |  |  |  |  |                       |
|                    | Matilda de Holand                      |  |                            |                                     |  |  |  |  |  |  |  |                       |
|                    |                                        |  |                            |                                     |  |  |  |  |  |  |  |                       |
|                    |                                        |  |                            | Edmund, 1. hrabě z Kentu            |  |  |  |  |  |  |  |                       |
|                    |                                        |  |                            |                                     |  |  |  |  |  |  |  |                       |
|                    | Jana z Kentu                           |  |                            |                                     |  |  |  |  |  |  |  |                       |
|                    |                                        |  |                            |                                     |  |  |  |  |  |  |  |                       |
|                    |                                        |  |                            | Markéta Wakeová                     |  |  |  |  |  |  |  |                       |
|                    |                                        |  |                            |                                     |  |  |  |  |  |  |  |                       |